# استخوان‌بندی محوری
دستگاه استخوان‌بندی بدن را می‌توان به دو بخش محوری استخوان‌بندی محوری (انگلیسی: Axial skeleton) و ضمیمه‌ای تقسیم کرد.
استخوان‌بندی محوری (اسکلت قرمز رنگ در تصویر) محور عمودی بدن را تشکیل می‌دهد و شامل سر که خود شامل جمجمه، صورت، استخوانهای شنوایی و استخوان لامی است (۲۹ استخوان)، قفسه سینه (۱۲ جفت دنده و استخوان جناغ سینه) و ستون مهره‌ها (۷ مهره گردنی، ۱۲ مهره پشتی، ۵ مهره کمری، ۵ مهره بهم متصل خاجی و ۴ مهره به‌هم جوش خورده دنبالچه مجموعاً ۲۶ استخوان) است. این اسکلت‌بندی دارای وظایفی چون حفاظت از مغز، نخاع خاری، اندام‌های حسی و بافت‌های نرم حفره سینه، حمایت از جرم  بدن در بخش بالایی پاها می‌باشد.

## نگارخانه

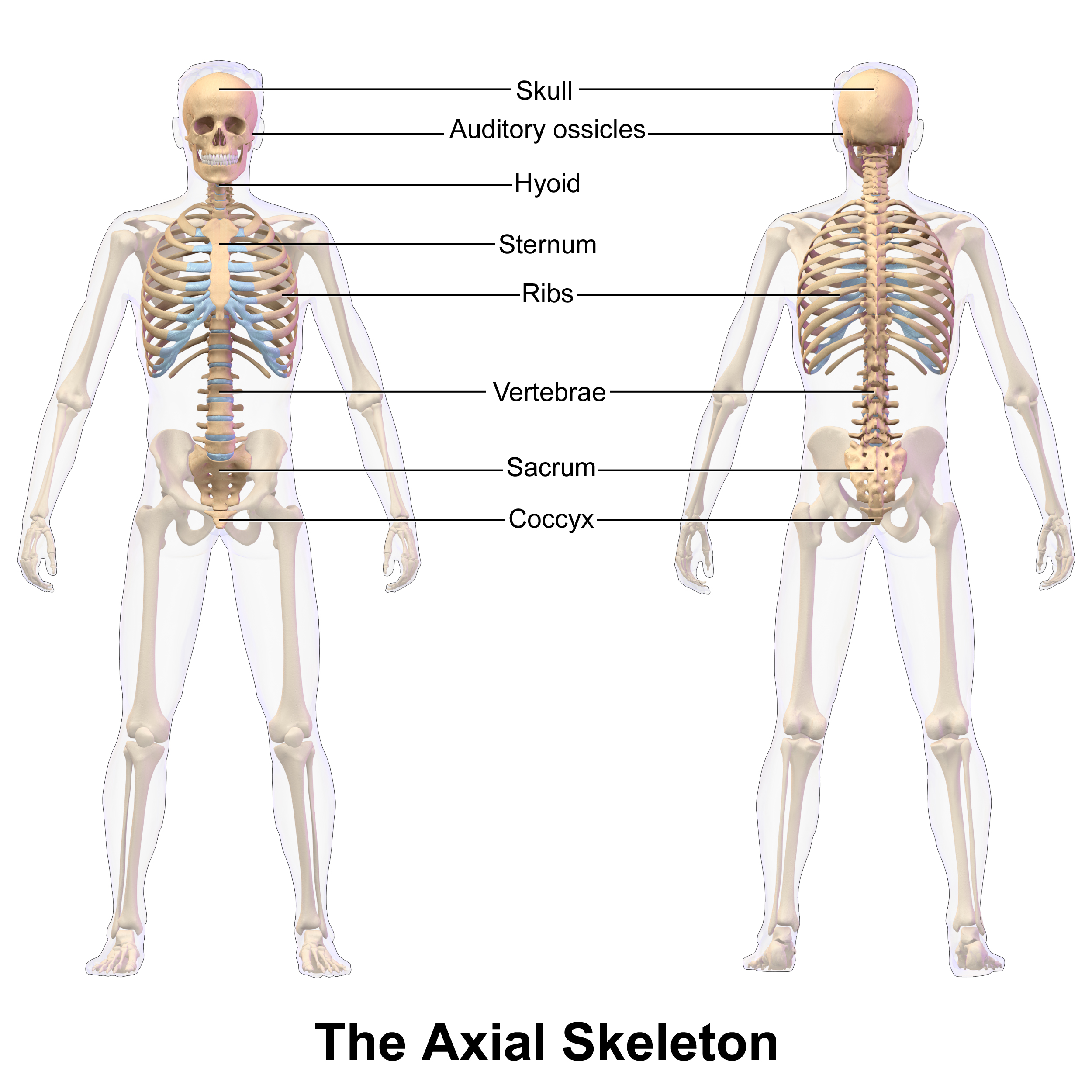